# Orion (stjernebillede)
 "Orions bælte" omdirigeres hertil. For den norske film, se Orions bælte (film).
 For alternative betydninger, se Orion. (Se også artikler, som begynder med Orion)
Orion er et stort og klart stjernebillede på den nordlige himmelkugle, der især er fremtrædende på den sydlige nattehimmel om vinteren. 
De tre meget lysstærke stjerner midt i stjernebilledet kaldes "Orions Bælte". I middelalderen hed Orions Bælte på dansk "Marias Rok", i Jylland "Majerok". 

## Særligt interessante objekter i Orion
- Betelgeuse – Kølig, rød superkæmpe, der sandsynligvis ender sine dage som en supernova.
- Rigel – Varm, blå superkæmpe.
- Oriontågen (M42) – En tåge af støv og gas hvor nye stjerner fødes.
- NGC 1999 – En tåge